# Woźniki (gmina w powiecie sieradzkim)
Woźniki (do 1953 Męka) – dawna gmina wiejska istniejąca w latach 1953–1954 w woj. łódzkim. Siedzibą władz gminy były Woźniki (obecnie część Sieradza).
Gmina Woźniki powstała 21 września 1953 roku w powiecie sieradzkim w województwie łódzkim, w związku z przemianowaniem gminy Męka na Woźniki.
Gmina została zniesiona 29 września 1954 roku wraz z reformą wprowadzającą gromady w miejsce gmin. Jednostki nie przywrócono 1 stycznia 1973 roku po reaktywowaniu gmin, a jej dawny obszar wszedł głównie w skład nowej gminy Sieradz oraz miasta Sieradza.